# Mun
Mun hay mun sừng (danh pháp khoa học Diospyros mun) là một loài thực vật thân gỗ trung bình thuộc họ Thị.

## Mô tả
Cây gỗ trung bình, rụng lá, cao 7–18 m, đường kính đến 0,3 m hay hơn, cành nhánh nhẵn, tán rậm. Vỏ ngoài đen, nứt dọc nông. Lá đơn mềm, mọc cách, hình trứng nhọn, gân giữa và gân bên nổi rõ, dài 5,5-6,5 cm; rộng 2-2,2 cm, khi khô có màu đen. Hoa nhỏ, màu vàng đơn tính; hoa đực mọc thành xim 3-5 hoa ở nách lá, hoa cái mọc đơn độc. Hoa đực có đài hợp, hình cốc ngắn, ở phần trên chia thành 4 thùy, màu lục. Tràng hợp thành ống, dài 5 mm, ở trên chia thành 4 thùy màu vàng. Nhị 8; bao phấn hình mũi dùi, dài khoảng 3 mm. Quả nhỏ, đường kính 1,5–2 cm nhẵn, đen, vỏ dày, mang đài tồn tại xẻ 4 thuỳ.
Mùa hoa mun thường vào tháng 7. Mun tái sinh bằng hạt và chồi; nhất là chồi rễ ở gần gốc.
Mun là loài cây ưa sáng, mọc chậm, sống lâu.

## Phân bố
Cây mun mọc rải rác hay thành từng đám trong trảng cây bụi cao rậm, chịu hạn trên đất nghèo ở gần biển, ở nơi có độ cao dưới 800 m.
Đây là loài đặc hữu của Việt Nam, tuy nhiên cũng có thể có tại Lào. Tại Việt Nam, đã phát hiện mun tại Hà Giang, Tuyên Quang, Lạng Sơn, Hòa Bình, Hà Tĩnh, Quảng Bình và Khánh Hòa (các xã Cam Thịnh Đông và Cam Thịnh Tây thuộc Cam Ranh). Vườn quốc gia Núi Chúa là một vườn quốc gia tại huyện Ninh Hải, tỉnh Ninh Thuận,  Suối Ké, một nhánh của sông Trà Bương, thuộc địa phận xã Sơn Hội (huyện Sơn Hòa) và xã Nam Toàn tỉnh Nam Định do một nhà sưu tầm bảo tồn tại đây.

## Sử dụng
Lõi gỗ mun có màu đen lẫn xanh khi tuơi. khi khô có màu đen bóng, cứng và bền nên khó gia công, thường dùng làm đồ gỗ quý, thủ công mĩ nghệ cao cấp. Quả và lá dùng để nhuộm đen lụa quý.
Tuy nhiên do giá trị thương mại cao và hiếm nên bị làm giả bằng Cây nhọ nhồi tên khoa học là [ diospyros erientha champ ] (Nhọ nghẹ) vì loài này có họ cùng cây gỗ mun ( Diospyros mun ), chất gỗ màu đen như gỗ mun nên các thợ gỗ gọi là mun đen hoặc mun Lào để có thể dễ dàng giao dịch thương mại hơn.

## Tình trạng
Rất nguy cấp do gỗ mun có giá trị cao nên các quần chủng mọc tự nhiên bị tìm kiếm ráo riết để khai thác làm cho số lượng cá thể giảm sút rất nhanh. Mức độ đe doạ: Bậc V.